# Теорема Діріхле про арифметичні прогресії
Теорема Діріхле про прості числа в арифметичній прогресії — важлива теорема у аналітичній теорії чисел, вперше доведена німецьким математиком Йоганном Петером Густавом Лежен-Діріхле.

## Твердження теореми
Нехай {\displaystyle l,k>0} — цілі числа, і {\displaystyle (l,k)=1} (тобто {\displaystyle l,k} є взаємно простими).
Тоді існує нескінченна кількість простих чисел {\displaystyle p} таких, що {\displaystyle p\equiv l{\pmod {k}}}.
З цього випливає, що кожна нескінченна арифметична прогресія, перший член і різниця якої — натуральні взаємно прості числа, містить нескінченну кількість простих чисел.

## Історія доведень
Теорема в даному формулюванні була доведена Діріхле аналітичними засобами у 1837 році. Надалі були знайдені доведення теореми елементарними методами. Різні такі доведення знайшли Мертенс, Сельберг і Цассенхаус.

## Приклади
Нижче подані приклади кількох арифметичних прогресій і найменших простих чисел у цих прогресіях
| Арифметична прогресія | 10 найменших простих чисел                     | Послідовність у OEIS                                                         |
| --------------------- | ---------------------------------------------- | ---------------------------------------------------------------------------- |
| 2n + 1                | 3, 5, 7, 11, 13, 17, 19, 23, 29, 31, …         | послідовність A065091 з Онлайн енциклопедії послідовностей цілих чисел, OEIS |
| 4n + 1                | 5, 13, 17, 29, 37, 41, 53, 61, 73, 89, …       | послідовність A002144 з Онлайн енциклопедії послідовностей цілих чисел, OEIS |
| 4n + 3                | 3, 7, 11, 19, 23, 31, 43, 47, 59, 67, …        | послідовність A002145 з Онлайн енциклопедії послідовностей цілих чисел, OEIS |
| 6n + 1                | 7, 13, 19, 31, 37, 43, 61, 67, 73, 79, …       | послідовність A002476 з Онлайн енциклопедії послідовностей цілих чисел, OEIS |
| 6n + 5                | 5, 11, 17, 23, 29, 41, 47, 53, 59, 71, …       | послідовність A007528 з Онлайн енциклопедії послідовностей цілих чисел, OEIS |
| 8n + 1                | 17, 41, 73, 89, 97, 113, 137, 193, 233, 241, … | послідовність A007519 з Онлайн енциклопедії послідовностей цілих чисел, OEIS |
| 8n + 3                | 3, 11, 19, 43, 59, 67, 83, 107, 131, 139, …    | послідовність A007520 з Онлайн енциклопедії послідовностей цілих чисел, OEIS |
| 8n + 5                | 5, 13, 29, 37, 53, 61, 101, 109, 149, 157, …   | послідовність A007521 з Онлайн енциклопедії послідовностей цілих чисел, OEIS |
| 8n + 7                | 7, 23, 31, 47, 71, 79, 103, 127, 151, 167, …   | послідовність A007522 з Онлайн енциклопедії послідовностей цілих чисел, OEIS |
| 10n + 1               | 11, 31, 41, 61, 71, 101, 131, 151, 181, 191, … | послідовність A030430 з Онлайн енциклопедії послідовностей цілих чисел, OEIS |
| 10n + 3               | 3, 13, 23, 43, 53, 73, 83, 103, 113, 163, …    | послідовність A030431 з Онлайн енциклопедії послідовностей цілих чисел, OEIS |
| 10n + 7               | 7, 17, 37, 47, 67, 97, 107, 127, 137, 157, …   | послідовність A030432 з Онлайн енциклопедії послідовностей цілих чисел, OEIS |
| 10n + 9               | 19, 29, 59, 79, 89, 109, 139, 149, 179, 199, … | послідовність A030433 з Онлайн енциклопедії послідовностей цілих чисел, OEIS |
| 12n + 1               | 13, 37, 61, 73, 97, 109, 157, 181, 193, 229, … | послідовність A068228 з Онлайн енциклопедії послідовностей цілих чисел, OEIS |
| 12n + 5               | 5, 17, 29, 41, 53, 89, 101, 113, 137, 149, …   | послідовність A040117 з Онлайн енциклопедії послідовностей цілих чисел, OEIS |
| 12n + 7               | 7, 19, 31, 43, 67, 79, 103, 127, 139, 151, …   | послідовність A068229 з Онлайн енциклопедії послідовностей цілих чисел, OEIS |
| 12n + 11              | 11, 23, 47, 59, 71, 83, 107, 131, 167, 179, …  | послідовність A068231 з Онлайн енциклопедії послідовностей цілих чисел, OEIS |

## Варіації
При розгляді простих {\displaystyle p\equiv l{\pmod {k}}} досить часто виявляється, що їх множина має багато властивостей множини всіх простих чисел. Існує чимало теорем і гіпотез, що розглядають тільки прості числа з певного класу лишків або співвідношення множин простих чисел з різних класів лишків.
Наприклад, крім основного твердження теореми Діріхле довів у 1839 році, що для будь-яких фіксованих натуральних взаємно простих чисел {\displaystyle l} і {\displaystyle k} :
{\displaystyle \lim _{s\to 1+}{\frac {\sum \limits _{p}{\dfrac {1}{p^{s}}}}{\ln {\dfrac {1}{s-1}}}}={\frac {1}{\varphi (k)}},}
де сума є по всіх простих числах {\displaystyle p} з умовою {\displaystyle p\equiv l{\pmod {k}}}, а {\displaystyle \varphi } — функція Ейлера.
Це співвідношення можна інтерпретувати як закон рівномірного розподілу простих чисел за класами
лишків {\displaystyle \mod k}, оскільки
{\displaystyle \lim _{s\to 1+}{\dfrac {\sum \limits _{p}{\dfrac {1}{p^{s}}}}{\ln {\dfrac {1}{s-1}}}}=1,}
якщо сума є по всіх простих числах.
Відомо, що для будь-яких взаємно простих чисел {\displaystyle l} і {\displaystyle k} ряд {\displaystyle \sum \limits _{p}{\frac {1}{p}}}, де сума є по простих {\displaystyle p\equiv l{\pmod {k}}} є розбіжним.